# عكرش قصير الأوراق
العكرش قصير الأوراق نوع نباتي يتبع جنس العكرش من الفصيلة النجيلية.

## الموئل والانتشار
موطنه سيناء.